# Peachtree Road
Peachtree Road je osmadvacáté studiové album anglického hudebníka Eltona Johna. Vydáno bylo v listopadu roku 2004 společnostmi Universal Music Group a The Rocket Record Company a jeho producentem byl sám Elton John. Jde o Johnovo jediné album v celé jeho kariéře, na němž je uveden jako jediný producent. Svůj název album dostalo podle stejnojmenné ulice v Atlantě, kde měl Elton John jeden ze svých domů.

## Seznam skladeb
Autory všech skladeb jsou Elton John a Bernie Taupin.
1. „Weight of the World“ – 3:58
2. „Porch Swing in Tupelo“ – 4:38
3. „Answer in the Sky“ – 4:03
4. „Turn the Lights Out When You Leave“ – 5:02
5. „My Elusive Drug“ – 4:12
6. „They Call Her the Cat“ – 4:27
7. „Freaks in Love“ – 4:32
8. „All That I'm Allowed“ – 4:52
9. „I Stop and I Breathe“ – 3:39
10. „Too Many Tears“ – 4:14
11. „It's Getting Dark in Here“ – 3:50
12. „I Can't Keep This from You“ – 4:34

## Obsazení
- Elton John – zpěv, klavír, elektrické piano, doprovodné vokály
- Davey Johnstone – kytara, dobro, mandolína, doprovodné vokály
- Nigel Olsson – bicí, doprovodné vokály
- Guy Babylon – varhany, elektrické piano, programování, orchestrace
- Bob Birch – baskytara, doprovodné vokály
- John Mahon – perkuse, doprovodné vokály
- John Jorgenson – pedálová steel kytara
- L'Tanya Shields – sbor
- Alecia Terry – sbor
- M. Dennis Sims – sbor
- Rosalind McKnight – sbor
- Mark Ford – sbor
- Terrence Davis – sbor
- Todd Honeycutt – sbor
- Adam McKnight – sbor
- James Pankow – pozoun, aranžmá
- Lee Loughnane – trubka
- Walter Parazaider – tenorsaxofon
- Larry Klimas – barytonsaxofon
- Martin Tillman – elektrické violoncello